# I kto to mówi 3
I kto to mówi 3 (ang. Look Who's Talking Now) – amerykański film komediowy z 1993 roku. Film jest kontynuacją komedii I kto to mówi z 1989 roku oraz I kto to mówi 2 z 1990 roku. Otaczającej rzeczywistości nie komentuje już, jak w filmach poprzednich, kilkumiesięczne dziecko, ale psy.
Film otrzymał bardzo negatywne recenzje; serwis Rotten Tomatoes przyznał mu wynik 0%.

## Fabuła
Szczeniak Rocks zostaje przygarnięty przez rodzinę Jamesa i Mollie. Wkrótce potem James dostaje nową pracę. Jego nowa szefowa, piękna blondynka o imieniu Samantha, daje mu dużo zajęć po godzinach. Wywołuje to irytację u jego żony, która podejrzewa, że szefowa tak naprawdę chce go uwieść.

## Obsada
- John Travolta - James Ubriacco
- Olympia Dukakis - Rosie
- Lysette Anthony - Samantha
- David Gallagher - Mikey Ubriacco
- Tabitha Lupien - Julie Ubriacco
- Sheila Paterson - Old Waitress
- Old Waitress - Pilot
- Danny DeVito - Rocks (głos)
- Diane Keaton - Daphne (głos)
- Kirstie Alley - Mollie Ubriacco